# Ethan Mitchell
Ethan Mitchell (Auckland, 19 de febrero de 1991) es un deportista neozelandés que compite en ciclismo en la modalidad de pista, especialista en la prueba de velocidad por equipos.
Participó en dos Juegos Olímpicos de Verano, en los años 2012 y 2016, obteniendo una medalla de plata en Río de Janeiro 2016, en la prueba de velocidad por equipos (haciendo equipo con Sam Webster y Edward Dawkins), y el quinto lugar en Londres 2012 en la misma prueba.
Ganó 7 medallas en el Campeonato Mundial de Ciclismo en Pista entre los años 2012 y 2017.

## Medallero internacional
| Juegos Olímpicos   | Juegos Olímpicos        | Juegos Olímpicos  | Juegos Olímpicos      |
| Año                | Lugar                   | Medalla           | Competición           |
| ------------------ | ----------------------- | ----------------- | --------------------- |
| 2016               | Río de Janeiro (Brasil) | Medalla de plata  | Velocidad por equipos |
| Campeonato Mundial |                         |                   |                       |
| Año                | Lugar                   | Medalla           | Competición           |
| 2012               | Melbourne (Australia)   | Medalla de bronce | Velocidad por equipos |
| 2013               | Minsk (Bielorrusia)     | Medalla de plata  | Velocidad por equipos |
| 2014               | Cali (Colombia)         | Medalla de oro    | Velocidad por equipos |
| 2015               | Saint-Quentin (Francia) | Medalla de plata  | Velocidad por equipos |
| 2016               | Londres (Reino Unido)   | Medalla de oro    | Velocidad por equipos |
| 2017               | Hong Kong (China)       | Medalla de oro    | Velocidad por equipos |
| 2017               | Hong Kong (China)       | Medalla de bronce | Velocidad individual  |